# Claude Bolling
Claude Bolling (* 10. April 1930 in Cannes; † 29. Dezember 2020 in Saint-Cloud) war ein französischer Jazzmusiker (Klavier), Komponist und Musikproduzent.

## Leben
Bolling, der als Wunderkind galt, gewann 1944 einen Jazzwettbewerb und gründete daraufhin seine eigene Jazz-Combo. 1948 trat er auf dem Jazzfestival in Nizza auf. Er spielte im gleichen Jahr mit Rex Stewart, 1951 mit Roy Eldridge und 1953 sowie 1956 mit Lionel Hampton Platten ein. Anschließend gründete er eine Big Band und arbeitete als musikalischer Leiter für Plattenaufnahmen (beispielsweise für Brigitte Bardot) und produzierte auch Filmmusik. Später schrieb er auch Kompositionen, in denen er Jazz und Klassik fusionierte, die etwa Jean-Pierre Rampal, Maurice André, Elena Durán oder Yo-Yo Ma aufführten. Für den Jazzpianisten George Shearing und den klassischen Gitarristen Angel Romero komponierte er das Concerto pour guitare classique et piano jazz, das mit Unterstützung von Ray Brown am Bass und dem Schlagzeuger Shelly Manne eingespielt wurde und 1981 auf LP erschien. Sowohl als Pianist als auch als Jazzkomponist war Bolling stark von Duke Ellington geprägt.
Als Filmkomponist war Bolling überwiegend im französischen Film tätig (darunter neunmal für Jacques Deray), gelegentlich auch in internationalen Produktionen. Er starb Ende Dezember 2020 im Alter von 90 Jahren.

## Diskografie (Auswahl)
- Claude Bolling Plays Duke Ellington (1959)
- Cat Anderson, Claude Bolling and Co. (1965)
- Original Ragtime (1966)
- Original Boogie Woogie (1968)
- Original Piano Blues (1969)
- Original Jazz Classics (1970)
- Original Piano Greats (1972)
- Swing Session (1973)
- Jazz Party (1975)
- Suite for Violin and Jazz Piano (1975)
- With the Help of My Friends (1975)
- Keep Swingin’ Volume 4 (1975)
- Suite for Flute and Jazz Piano (1975, US: Gold)[4]
- Hot Sounds (1976)
- Concerto for Guitar and Jazz Piano Trio (1975)
- Concerto for Violin and Jazz Piano Trio (1977)
- Jazz Gala 79 (1979)
- Just For Fun (1980)
- Picnic Suite (1980)[5]
- Toot Suite (1981)
- Claude Bolling (1981)
- Suite for Chamber Orchestra and Jazz Piano Trio (1983)
- Suite for Cello and Jazz Piano Trio (1984)
- Jazz a la Francaise (1984)
- Live at the Meridien (1985)
- Suite No. 2 for Flute and Jazz Piano Trio (1987)
- Nuances (1988)
- Sonatas for Two Pianos (1989)
- Cross Over U.S.A. (1993)
- Enchanting Versailles – Strictly Classical (1994)
- A Drum is a Woman (1997)
- Tribute to the Piano Greats (2003)
- Concerto for Classical Guitar and Jazz Piano Trio (2016)

## Filmmusiken (Auswahl)
- 1960: Die unheimlichen Hände des Dr. Orlak (The Hands of Orlac)
- 1961: An einem Freitag um halb zwölf…
- 1965: Caroline und die Männer über vierzig (Moi et les hommes de 40 ans)
- 1967: Operation Taifun (Con la muerte a la espalda)
- 1970: Borsalino
- 1970: Die Geliebte des Anderen (Qui?)
- 1971: Lucky Luke – Daisy Town (Lucky Luke)
- 1973: Le Magnifique – ich bin der Größte (Le Magnifique)
- 1974: Borsalino & Co. (Borsalino and Co.)
- 1974–1983: Mit Rose und Revolver (Les brigades du tigre, Fernsehserie, 36 Folgen)
- 1978: Lucky Luke – Sein größter Trick (La ballade des Dalton)
- 1978: Das verrückte California-Hotel (California Suite)
- 1978: Ein Mann in Wut (L’homme en colère)
- 1978: Mord in Barcelona (Un papillon sur l’épaule)
- 1978: Horoskop mit Hindernissen (L’horoscope)
- 1979: Willie & Phil (Willie and Phil)
- 1980: Das Erwachen der Sphinx (The Awakening)
- 1980: Verführung wider Willen (La calvaire d’un jeune homme impéccable)
- 1980: Killer stellen sich nicht vor (Trois hommes à abattre)
- 1980: Alles im Griff (Fais gaffe à la gaffe)
- 1983: Ich glaube… (Credo)
- 1984: Auf der Spur des Leoparden (Le léopard)
- 1984: Das nächste Opfer (The Bay Boy)
- 1985: Mörderischer Engel (On ne meurt que deux fois)
- 1985: La Gitane – Nichts als Ärger mit den Frauen (La Gitane)
- 1987: La rumba
- 1988: Trau keinem Schurken (Try this One for Size)
- 1989: Mörderische Rache (Want to stay alive)
- 1989: Der Nizza-Coup (Passez une bonne nuit)
- 1991: Rückkehr eines Toten (Netchaïev est de retour)
- 1998: Begegnung in Venedig (Hasards ou coïncidences)
- 2001: Brief einer Unbekannten (Lettre d’une inconnue)